# واين مادسن
واين مادسن (بالإنجليزية: Wayne Madsen)‏ هو صحفي أمريكي، ولد في 25 أبريل 1954 في مقاطعة ديلاوير في الولايات المتحدة.